# Euryplocia
Euryplocia is een kevergeslacht uit de familie van de boktorren (Cerambycidae). De wetenschappelijke naam van het geslacht werd voor het eerst geldig gepubliceerd in 1939 door Breuning.

## Soorten
Euryplocia omvat de volgende soorten:
- Euryplocia salomonum Breuning, 1956
- Euryplocia striatipennis Breuning, 1939